# Hai-Kun-Klasse
Die Hai-Kun-Klasse (chinesisch 海鲲级潜艇, Übersetzung “Narwal”), ist eine Klasse von U-Booten, die von der CSBC Corporation für die Marine der Republik China gebaut werden. Die Hai-Kun-Klasse wird als nachgebaute und modifizierte Version der niederländischen Zwaardvis-Klasse angesehen, von denen zwei Einheiten 1987 und 1988 nach Taiwan exportiert wurden.

## Design
Im Mai 2019 stellte Taiwan ein maßstabsgetreues Modell des ausgewählten Entwurfs für ein diesel-elektrisches Angriffs-U-Boot vor. Die Boote werden mit japanischen Bautechniken in Taiwan zusammengesetzt. Ein japanisches Team, bestehend aus pensionierten Ingenieuren von Mitsubishi und Kawasaki Heavy Industries, soll technische Unterstützung geleistet haben.
Es wird vermutet, dass die Hai-Kun-Klasse ein Nachbau der niederländischen Zwaardvis-Klasse ist, die derzeit von Taiwan genutzt wird. Sie weist zudem einige Ähnlichkeiten mit der niederländischen Walrus-Klasse auf. Die Hai-Kun-Klasse verfügt über eine hybride Doppel-/Einzelrumpfstruktur mit einem leicht gebauten Außenrumpf, ersetzt aber die kreuzförmigen Steuerflächen der Zwaardvis-Klasse durch die häufiger anzutreffenden X-förmigen Steuerflächen, die der japanischen Sōryū-Klasse und der niederländischen Walrus-Klasse ähneln. Die Hai-Kun-Klasse verfügt nicht über eine außenluftunabhängige Antriebsanlage und es wird angenommen, dass ihr auch Alberich fehlt.
Das U-Boot wird voraussichtlich eine Oberflächengeschwindigkeit von 8 Knoten (14,8 km/h) und eine Unterwassergeschwindigkeit von 17 Knoten (31,4 km/h) erreichen. Darüber hinaus hat es eine mutmaßliche Reichweite von bis zu 11.000 Kilometern. Die Schiffe werden auf ca. 2.500 Tonnen Gewicht und 70 Meter Länge geschätzt. Der ursprüngliche Auftrag für das Projekt beläuft sich auf 3,5 Mrd. € mit voraussichtlichen Anschaffungskosten von 11 Mrd. € für eine Flotte von zehn Booten. Die Kosten für das erste U-Boot der Klasse, Hai Kun, werden auf etwa 1,7 Mrd. Euro beziffert.

## Ähnliche U-Boote
- Klasse 212 CD (Deutschland/Norwegen)
- Scorpène-Klasse (Frankreich)
- Taigei-Klasse (Japan)
- Isaac-Peral-Klasse (Spanien)
- Dosan-Ahn-Chang-ho-Klasse (Südkorea)